# Duca dell'Inganno
Il Duca dell'Inganno (The Duke of Deception) è un personaggio immaginario che compare nei fumetti DC Comics e nei relativi media. Un grande avversario di Wonder Woman, il Duca è un semi-dio della falsità, originariamente presentato come un sottoposto del dio Ares.

## Storia editoriale
Comparve per la prima volta nell'estate del 1942 in Wonder Woman vol. 1 n. 1, scritto dal creatore di Wonder Woman, William Moulton Marston, e andò avanti diventando uno dei principali nemici di Wonder Woman della Golden Age. Il Duca venne fuori nelle storie di Wonder Woman, Comic Cavalcade, e Sensation Comics attraverso gli anni quaranta e cinquanta. Ma negli anni sessanta, quando la Silver Age era in pieno rinnovamento, fu completamente cancellato dalle avventure di Wonder Woman, salvo una piccola comparsa in Wonder Woman vol. 1 n. 148 nel 1964. Le cose sarebbero andate meglio per il Duca negli anni settanta, dove ricevette un lifting al viso nella Bronze Age in Wonder Woman vol. 1 n. 217 del 1975, scritto da Elliot S. Maggins, seguita da un'altra riformulazione in Wonder Woman vol. 1 n. 254 del 1979. Dopo che la DC Comics rinnovò tutta la sua continuità nel 1985 (vedi Crisi sulle Terre infinite), Wonder Woman, il suo cast di supporto, e molti dei suoi nemici, furono rinnovati e reintrodotti. Il Duca dell'Inganno, anche se inizialmente assente in questo mito reinventato, infine ebbe una manciata di camei, sia nella continuità DC (come in Wonder Woman Annual vol. 1 n. 3) che al di fuori (come in Scooby-Doo Team-Up n. 5, in cui Wonder Woman lavorò con Scooby-Doo e i suoi amici).
Nel 2016, il Duca dell'Inganno fu reintrodotto nella serie di successo The Legend of Wonder Woman, in cui venivano rinarrate le origini dell'eroina. Campione sia di Ares che di Ade, il Duca viene presentato come il più grande avversario che Wonder Woman affronta dopo aver lasciato l'isola di Themyscira.

## Biografia del personaggio
Si sa poco a proposito della vera storia del Duca dell'Inganno, e sembrò essere un dio minore che esistette per migliaia di anni arruolato da Marte per battersi contro Wonder Woman. Utilizzò i suoi poteri per diffondere la falsità per far provocare conflitti e guerre all'umanità.
Inganno fu inviato nella sua forma astrale per ispirare i leader militari e governativi con duplici pensieri così da poterli condurre alla guerra. Il suo contributo alla Seconda guerra mondiale incluse "persuadere il Sole Sorgente (Giappone) a tenere un discorso sulla pace a Washington mentre nel frattempo colpiva con un veleno mortale a Pearl Harbor" e confuse Hitler su come coltivare un'amicizia con la Russia fino al momento di attaccare (Wonder Woman vol. 1 n. 2).
Sulla base interplanetaria di Ares sul pianeta Marte, Inganno diresse la Fabbrica di Bugie, che utilizzò schiavi spiriti da diversi pianeti come la Terra e Saturno che abitano corpi, al fine di ricavarne inganni per una varierà di stratagemmi. Altri schiavi, invece, furono utilizzati come gladiatori da combattimento. Quando la versione astrale di Wonder Woman viaggiò fino a Marte per salvare Steve Trevor, Inganno la riconobbe e rivelò ad Ares la sua identità dopo che ebbe vinto una battaglia nell'arena, e suggerì ad Ares di non rivelarle chi lui fosse fino a quando non fosse stata in trappola. Tuttavia, Wonder Woman riuscì a salvare Steve, sopraffece Ares e i suoi soldati e insieme fuggirono sulla Terra. Inganno fu il secondo dei tenenti che Ares inviò sulla Terra per prendere Wonder Woman, rifiutando inizialmente perché, come lui stesso spiegò, i suoi servi stavano scrivendo propaganda per i nazisti e i giapponesi e non poteva catturare Wonder Woman senza il loro aiuto. Wonder Woman fu catturata da uno dei suoi agenti con il suo stesso lazo dopo che gliene fu dato uno finto. Fu quindi portata su una nave dove fu legata mani e piedi, e imbavagliata e bendata con il gesso. Tuttavia, l'eroina riuscì a fuggire con l'aiuto di Etta Candy che riuscì a contattare telepaticamente. Inganno cercò di convincere Hirohito a continuare la guerra nelle Hawaii mascherandosi da generale. Wonder Woman però sventò il suo piano di causare altre vittime di guerra con l'aiuto di Etta Candy e inviò il suo sé fantasma su Marte travestito da ragazza in schiavitù. Su Marte venne imprigionata, e questo imprigionamento fece sì che Hirohito parlasse a cuore aperto all'ambasciatore italiano. Inganno fu liberato quando Wonder Woman fu portata in catene da Conquest, e arruolò il misogino Dottor Psycho dopo aver scoperto che le donne venivano usate nello sforzo bellico, sperando di continuare l'inegualità. Dopo i ripetuti fallimenti, Ares gli strappò il suo potente aspetto, lasciando un uomo debole e senza denti. Fu quindi imprigionato con le donne schiave, che convinse a ribellarsi e a dominare Marte per un breve periodo, imprigionando Ares al loro posto. Poi, conquistò la luna e fu in grado di drogare la dea Diana, ma fu alla fine sconfitto da Wonder Woman.
Inganno lavorò indipendentemente per qualche tempo, e continuò senza successo a battere Wonder Woman. Alla fine degli anni cinquanta ricevette una trasformazione con altri membri di supporto di Wonder Woman. Ora indossava un mantello con cappuccio nero e arancione, tipico dei maestri di illusione, e il colore della sua pelle fu cambiato in giallo. Tentò di attaccare l'intero sistema solare di Terra-Uno dopo aver catturato Wonder Woman e Steve Trevor con una chiava che trasformò in un'astronave che li paralizzò e lasciò la Terra. Ma Wonder Woman fu in grado di evadere utilizzando i suoi bracciali per spegnere il dispositivo e distruggere i tre terzi della sua flotta che si stava consolidando verso diversi pianeti. La stessa nave di Inganno si schiantò contro un satellite della Terra. Nonostante tutto, ebbe numerose comparse nella Silver Age.
La figlia di Inganno, Lya, era una "maestra delle menzogne" che cercò di ingannare il suo stesso padre. Catturò Wonder Woman e creò un fantasma di sé stessa per rubare le armi atomiche della Terra, e naturalmente fu fermata da Wonder Woman che riuscì a liberarsi e a fermare sia lei che i suoi seguaci.
Dopo gli eventi di Crisi sulle Terre infinite, questa versione dei Duca dell'Inganno fu cancellata dalla storia.

### Post-Crisi
Una nuova versione del Duca ricomparve in Wonder Woman vol. 3 Annual n. 1 con una didascalia che diceva "Il Duca dell'Inganno, i cui poteri d'illusione lo resero il discepolo più fidato del Dio della Guerra".

## Poteri e abilità
Il Duca può creare illusioni e delusioni della mente altrui, e quindi farli impazzire. In aggiunta, può entrare di persona in un'immagine illusoria che ne cambia l'aspetto fisico. Utilizzò questa abilità per mascherarsi da Wonder Woman, Paula Von Gunther e Professor Dekon. Può anche inviare invisibilmente la sua forma astrale ai leader militari e governativi, ispirandoli con doppi pensieri che essi prendono per pensieri personali.
Il Duca ha anche fatto uso di tecnologia avanzata nei suoi piani per attaccare la Terra e distruggere Wonder Woman. Tentò di ingigantire una flotta marziana invadente rinchiusa in una scatola, così che ne potesse uscire in forma gigante, e utilizzò la sua tecnologia rimpicciolente per rimpicciolire Skyscraper City. Impiegò anche un raggio solare mortale, un campo di forza per intrappolare Washington e che fungeva anche da portale per una flotta di invasione interplanetaria, un "ingannatore a onde cerebrali" che poteva strapazzare la percezione della fantasia e della realtà delle proprie vittime, e un "cannone interstellare gigante" in grado di prendere di mira il jet invisibile di Wonder Woman. Affermò di essere il responsabile dell'alterazione del volto di Wonder Girl con la tecnologia da lui utilizzata nel passato sulle persone di Medusa e Mr. Hyde, ma poteva anche aver mentito.

## Altre versioni

### The Legend of Wonder Woman
Nella prima storia digitale delle origini The Legend of Wonder Woman, il Duca dell'Inganno comparve come primo antagonista di Wonder Woman.